# Припущення

Дійсна (червоний) і уявна частини (синій) дзета-функції Рімана на критичній прямий. Перші нетривіальні нулі знаходяться в точках. Гіпотеза Рімана стверджує, що всі нетривіальні нулі дзета-функції знаходяться на критичній лінії. Цей факт дозволяє зробити деякі висновки про розміщення простих чисел на дійсній осі.

Припущення (або гіпотеза) — судження чи висловлювання, для якого не було знайдено доведення..
Гіпотеза в математиці — твердження, яке на основі доступної інформації здається з високою ймовірністю правильним, але для якого не вдається отримати математичне доведення. Математична гіпотеза є відкритою математичною проблемою, і кожну нерозв'язану математичну проблему, яка є проблемою розв'язності, можна сформулювати у формі гіпотези. Однак у вигляді гіпотези може бути сформульована не кожна математична проблема. Наприклад, конкретний розв'язок деякої системи рівнянь або задачі оптимізації для 2208 невідомих передбачити неможливо, але такий розв'язок може бути не тільки практичним, але і власне математичним результатом
Гіпотеза Рімана, Велика теорема Ферма, гіпотеза Воринга і деякі інші математичні гіпотези зіграли значну роль в математиці, оскільки спроби їх довести привели до створення нових галузей і методів дослідження.

## Математична і природничо-наукова гіпотеза
На відміну від природничо-наукової гіпотези, математична гіпотеза може бути логічно доведена в деякій системі аксіом, після чого вона стає теоремою, правильною при цих обмеженнях, «на всі часи». Характерним прикладом є наукова спадщина Ньютона, який заявляв, що він «гіпотез не вигадує», і прагнув у фізиці не виходити за рамки математичної моделі. Математичні теореми Ньютона, як і найдавніша теорема Піфагора, донині залишаються в силі, однак його класична механіка і теорія тяжіння після появи спеціальної і загальної теорій відносності стали спростованими фізичними гіпотезами. Якщо розв'язна математична гіпотеза може бути доведена або спростована, то для природничо-наукової гіпотези в силу відносності природничонаукового знання властивості верифіковності і фальсифіковності не виключають одна одну. Механіка Ньютона незастосовна для швидкостей, близьких до швидкості світла, але з дуже великою точністю описує рух більшості тіл Сонячної системи. Тому в фізиці зазвичай кажуть не про спростування гіпотез, а про обмеження сфери застосування теорії.

## Розв'язання математичних гіпотез

### Доведення
Математика заснована на формальних доведеннях. Наскільки б переконливою гіпотеза не здавалася, скільки б не було наведено прикладів на її підтвердження, гіпотеза може бути спростована одним контрприкладом. Сучасні математичні журнали іноді публікують результати досліджень про діапазон, в межах якого справедливість гіпотези перевірена. Наприклад, гіпотеза Коллатца перевірена для всіх цілих чисел аж до 1,2 × 1012, проте цей факт сам по собі нічого не дає для доведення гіпотези.
Для доведення гіпотези повинно бути надано математичне доведення, яке шляхом логічно бездоганного міркування на основі деякої системи аксіом робить єдино можливим твердження гіпотези або логічно неможливим протилежне твердження.
Коли гіпотезу доведено, то в математиці вона стає теоремою. Теоремою може стати і спростування явної або неявної гіпотези. В історії математики деякі гіпотези тривалий час існували в неявній формі, і численні спроби знайти квадратуру кола або розв'язок алгебраїчного рівняння п'ятого степеня в радикалах виходили зі спростованих згодом гіпотез про те, що це можливо.

### Спростування
Спростування гіпотези також здійснюється за допомогою доведення, але з урахуванням типових формулювань спростування гіпотез часто є найпростішим видом доведення — контрприкладом. Таке доведення є найпростішим з логічної точки зору, однак побудова прикладу в теорії графів або пошук прикладу в теорії чисел (гіпотеза Ейлера) може бути справою дуже непростою. Після спростування гіпотеза може стати фактом історії математики, а може трансформуватися в нову математичну гіпотезу. Наприклад, гіпотеза Ейлера після спростування трансформувалася в гіпотезу Ландера — Паркіна — Селфриджа. В цьому випадку процес подібний до еволюції природничонаукових гіпотез.

### Нерозв'язні гіпотези
Не для будь-якої гіпотези можна довести її істинність або хибність у заданій системі аксіом. Згідно з теоремою Геделя про неповноту, у будь-якій достатньо складній аксіоматичній теорії, наприклад, в арифметиці, існують твердження, які не можна ні спростувати, ні довести в рамках самої теорії. Тому будь-яка математична теорія, що містить арифметику, містить не спростовні і недовідні в її рамках гіпотези.
Наприклад, було доведено, що континуум-гіпотеза Кантора в теорії множин не залежить від загальноприйнятої системи аксіом Цермело — Френкеля. Тому можна прийняти як аксіому це твердження або його заперечення, не приходячи до суперечності з іншими аксіомами і без будь-яких наслідків для доведених раніше теорем. В геометрії з найдавніших часів сумніви математиків викликала аксіома паралельності Евкліда. Сьогодні відомо, що якщо прийняти протилежну аксіому, то можна побудувати несуперечливу гіперболічну геометрію, що включає абсолютну геометрію, тобто із збереженням всіх інших аксіом.

### Умовні доведення
Зі справедливості деяких недоведених гіпотез випливають важливі наслідки. Якщо існує поширена думка, що гіпотеза правильна, то математики іноді доводять теореми, які правильні тільки за умови справедливості такої гіпотези, в надії що гіпотезу буде доведено. Подібні доведення поширені, наприклад, у зв'язку з гіпотезою Рімана.

## Припущення ad hoc
Припущення може тимчасово вважатися істинним з певною метою (ad hoc), поки не доведена його хибність (так звана одинична гіпотеза). Наприклад, для доведення від супротивного того, що кількість простих чисел нескінченна, достатньо зробити припущення, що кількість простих чисел скінченна, і шляхом умовиводу показати, що наслідком цього припущення є суперечність:
Уявімо, що кількість простих чисел скінченна. Перемножимо їх і додамо одиницю. Отримане число не ділиться на жодне зі скінченного набору простих чисел, тому що остача від ділення на будь-яке з них дає одиницю. Отже, добуток має ділитись на деяке просте число, не включене до цього набору.

## Декілька відомих прикладів
Тут наведені твердження, які справили великий вплив на математику, перебуваючи в статусі гіпотез. Одні з них залишаються гіпотезами донині, інші були доведені або спростовані.

### Велика теорема Ферма
В теорії чисел Велика теорема Ферма стверджує, що ні для яких для трьох натуральних чисел {\displaystyle a,b,c} рівність {\displaystyle a^{n}+b^{n}=c^{n}} не виконується, якщо ціле число {\displaystyle n} перевищує 2.
П'єр Ферма записав це припущення в 1637 році на полях «Арифметики» Діофанта разом з твердженням, що має доведення, але воно занадто велике, щоб поміститися на цих полях. Перше успішне доведення було отримане Джоном Вайлсом у 1994 році і опубліковане в 1995 році, після 358 років зусиль багатьох математиків. Спроби розв'язати цю проблему в XIX столітті призвели до розвитку алгебраїчної теорії чисел та доведення теореми про модулярність у XX столітті.

### Гіпотеза Пуанкаре
Гіпотеза Пуанкаре стверджує, що кожен однозв'язний компактний тривимірний многовид без краю гомеоморфний тривимірній сфері. Анрі Пуанкаре сформулював цю гіпотезу в 1904 році. Після майже столітніх зусиль математиків Григорій Перельман довів цю гіпотезу в трьох статтях, розміщених у 2002 і 2003 роках на сайті arXiv. Доведення спиралось на пропозицію Річарда Гамільтона використовувати для розв'язування потік Річчі. Кілька команд математиків перевірили доведення Перельмана і підтвердили, що воно правильне. Цікаво, що для сфер більшої розмірності доведення були отримані раніше.

### Гіпотеза Рімана
Гіпотеза Рімана, запропонована в 1859 році, стверджує, що всі нетривіальні корені дзета-функції Рімана мають дійсну частину, що дорівнює 1/2. Зі справедливості гіпотези Рімана випливає низка результатів про розподіл простих чисел. Деякі математики вважають цю гіпотезу найбільш важливою нерозв'язаною проблемою в «чистій математиці». Гіпотеза Рімана входить до списків проблем Гільберта і завдань тисячоліття.

### Рівність класів P і NP
Питання про рівність класів P і NP входить до списку завдань тисячоліття і є однією з головних проблем інформатики. Неформально, але досить точно питання зводиться до того, чи можна будь-яку задачу, надане рішення якої можна перевірити за поліноміальний час, також розв'язати за поліноміальний час, використовуючи поліноміальну пам'ять. Сьогодні переважає думка, що це не так. Але якщо доведення істинності цієї гіпотези може бути конструктивним (треба надати лише один алгоритм, що багато хто намагається зробити), то як доводити протилежне — неясно. Ймовірно, вперше проблему булу згадано в 1956 році у листі Курта Геделя до Джона фон Неймана. Точно проблему сформулював у 1971 році Стівен Кук і вона вважається багатьма найважливішою відкритою проблемою в цій галузі.

## Історія
Давньогрецькі математики часто застосовували в якості методу математичного доведення уявний експеримент, що включав у себе висунення гіпотез та виведення з них за допомогою дедукції наслідків з метою перевірки правильності первинних здогадок. Сьогодні такі міркування називаються методом доведення від супротивного. Платон розглядав гіпотези як посилки розробленого ним аналітико-синтетичного методу доведення, здатного забезпечити абсолютно істинний характер висновку. Проте гіпотеза як метод дослідження була відкинута Арістотелем, який в якості посилок силогістичного доведення мислив лише загальні, необхідні і абсолютні істини. Це зумовило подальше негативне ставлення вчених до гіпотез як форми недостовірного або ймовірного знання. Подолати протиставлення гіпотез і абсолютно точного знання і, як наслідок, зневажливе ставлення до гіпотез вдалося лише в XIX столітті. Зокрема, Енгельс, розглядаючи гіпотезу як форму «розвитку природознавства», висунув положення про взаємозв'язок гіпотез з законами і теоріями як різними формами щодо істинного знання.